# خانه مؤیدی
خانه مؤیدی مربوط به دوره قاجار است و در شهرستان فلاورجان، بخش مرکزی، دهستان اشترجان، روستای زفره، کوچه شهید ناصر حسینی، پلاک ۸۱ واقع شده و این اثر در تاریخ ۲۸ اسفند ۱۳۸۵ با شمارهٔ ثبت ۱۸۷۶۵ به‌عنوان یکی از آثار ملی ایران به ثبت رسیده است.